# TSV Kleinrinderfeld
Der TSV Kleinrinderfeld ist ein Sportverein aus der unterfränkischen Gemeinde Kleinrinderfeld. Ursprünglich als Turnverein gegründet, verfügt er heute über Abteilungen für Fußball, Badminton, Tennis, Tischtennis, Turnen und Volleyball sowie einen Karneval-Club.

## Geschichte
Der Verein wurde zu Pfingsten 1923 als Arbeiter-Turn- und Sportverein gegründet. Angeknüpft wurde an den zehn Jahre zuvor gegründeten Arbeiter-Turnverein, dessen Aktivitäten aber wieder eingeschlafen waren. Bald wurden Turn- und Gartenfeste veranstaltet, Abteilungen für Leichtathletik und Fußball sowie ein Spielmannszug entstanden. Am Ortsausgang Richtung Gerchsheim wurde ein Turnplatz mit Gerätehalle errichtet.
Mit dem Verbot der Vereine des Arbeitersports durch die Nationalsozialisten am 29. März 1933 kam das Vereinsleben zum Erliegen, Vereinsvermögen und Turngeräte wurden beschlagnahmt. Vier Jahre später, am 10. September 1937, kam es zur Neugründung. Im Zweiten Weltkrieg fielen 42 Mitglieder des Vereins, einige Sportler gerieten in Kriegsgefangenschaft. Ab 1946 kam es zur Wiederbelebung des Vereins. Noch im gleichen Jahr wurde eine Handballabteilung gegründet, zwei Jahre später folgte eine Faschingsgruppe. Im September 1948 wurde der erste große Sportplatz eingeweiht. 1953 kam die Tischtennisabteilung dazu. Anlässlich des 40-jährigen Vereinsjubiläums wurde 1963 ein großes Turnfest abgehalten. 1978 wurde ein Vereinsheim nach dreijähriger Bauzeit durch die Mitglieder fertiggestellt. 1980 überschritt die Mitgliederzahl die Marke von 500. 1988 wurden die Tennisabteilung gegründet und Tennisplätze gebaut. Im gleichen Jahr entstand eine Abteilung für Karate, für die Weltmeister Julian Chees als Trainer gewonnen wurde. 2002 entstand ein Tennisheim.

## Fußball
Die Fußballmannschaft schaffte 1951 nach einer Siegesserie erstmals den Aufstieg in die A-Klasse. Bis in die 1990er Jahre spielte der Verein in den unterklassigen Ligen des Kreises Würzburg. Nach dem ersten Aufstieg in die unterfränkische Bezirksliga folgte 1994 der Aufstieg in die Bezirksoberliga Unterfranken. Diese beiden Ligen blieben für fast 20 Jahre sportliche Heimat des TSV Kleinrinderfeld. In der Saison 2010/11 gelang unter Trainer Norbert Mahler erstmals der Aufstieg in die Landesliga Bayern Nord. Dort etablierte sich die Mannschaft im Spitzenfeld und stieg in die Bayernliga auf, in der er sich jedoch nur ein Jahr halten konnte und in der Folgesaison als Tabellenletzter abstieg.

## Erfolge
- Aufstieg in die Bezirksoberliga Unterfranken: 1994, 1997, 2008
- Aufstieg in die Landesliga Bayern Nord: 2010
- Aufstieg in die Bayernliga: 2012